# Clase Attack
La clase Attack fue una clase de submarinos diseñados en Francia para la marina de guerra de Australia; fue cancelada su construcción en 2021, y en su lugar Australia encargó submarinos nucleares, posteriormente llamados clase Aukus, tras firmar el tratado AUKUS con el Reino Unido y Estados Unidos.

## Desarrollo
En 2016 el gobierno australiano escogió a la empresa francesa DCNS para la construcción de un total de doce (12) submarinos para la Royal Australian Navy (RAN). Se trataba de un diseño basado en el submarino nuclear de la clase Barracuda. Para el sistema de armas, fue escogida la empresa estadounidense Lockheed Martin.
El inicio de la construcción de la primera unidad (HMAS Attack) estaba prevista para 2023.Las cosas se empezaron pronto s complicar y en Australia cada vez había más críticas. Con un coste de 90.000 millones de dólares se consideró un programa muy caro. Con la entrega prevista entre 2035 y 2050 se señalaba que entrarian en servicio demasiado tarde. Además la participación de la industria australiana era demasiado bajo lograr la capacidad submarina soberana que se buscaba. Todas esas críticas eran válidas y fueron finalmente suficientes para cancelar el programa. La sintonía entre australianos y franceses no fue nada buena, por lo cual tampoco sorprendió la cancelación.
En septiembre de 2021, Australia, Estados Unidos y Reino Unido anunciaron la firma del tratado de defensa del AUKUS. Entonces, el gobierno australiano canceló el programa Attack para pasar a adquirir submarinos de propulsión nuclear. En 2022 ambas partes llegaron a un acuerdo para finalizar el programa. Australia pagará una compensación de 555 millones de euros a Naval Group. En marzo de 2023 se concretó que esos nuevos submarinos nucleares serían un nuevo desarrollo llamado clase Aukus, y que entrarían en servicio en la década de 2040.

## Unidades
| Unidad      | Numeral | Iniciado | Botado | Entregado | Destino                         |
| ----------- | ------- | -------- | ------ | --------- | ------------------------------- |
| HMAS Attack |         |          |        |           | Buque líder de clase. Cancelado |